# Krystyna Pieradzka
Krystyna Maria Pieradzka (ur. 29 lipca 1908 w Krakowie, zm. 21 stycznia 1986 tamże) – polska historyk, mediewista.

## Życiorys
Absolwentka historii i romanistyki na Uniwersytecie Jagiellońskim. Doktorat obroniła w  1932 u Jana Dąbrowskiego. W 1935 rozpoczęła pracę w Katedrze Historii Średniowiecznej UJ. W czasie II wojny światowej w AK. W 1945 powróciła na Uniwersytet, później kierowała Zakładem Historii Powszechnej Średniowiecza. W pracy naukowej zajmowała się dziejami Krakowa XIII–XVI wieku oraz dziejami Śląska i Łużyc. Habilitacja w 1945. Profesor nadzwyczajny od 1972 roku. Pochowana na Cmentarzu Rakowickim kwatera D płn..

## Wybrane publikacje
- Na szlakach Łemkowszczyzny wyd. 1939, ponowne 1990 i 2009
- Kaźko Szczeciński (1345-1377) na tle polityki pomorskiej Kazimierza Wielkiego, Warszawa: Państwowy Zakład Wydawnictw Szkolnych 1947.
- Bitwa pod Legnicą (1241), Warszawa: Państwowe Zakłady Wydawnictw Szkolnych 1948.
- Uwagi o bartnictwie na Łużycach, Kraków: Studium Słowiańskie Uniwersytetu Jagiellońskiego 1949.
- Walki Słowian na Bałtyku w X-XII wieku, Warszawa: Wydawnictwo Ministerstwa Obrony Narodowej 1953.
- Związki Długosza z Krakowem, Kraków: Wydawnictwo Literackie, 1975